# НХЛ у сезоні 1969—1970
НХЛ у сезоні 1969/1970 — 53-й регулярний чемпіонат НХЛ. Сезон стартував 11 жовтня 1969. Закінчився фінальним матчем Кубка Стенлі 10 травня 1970 між Бостон Брюїнс та Сент-Луїс Блюз перемогою «Брюїнс» 4:3 в матчі та 4:0 в серії. Це четверта перемога в Кубку Стенлі Бостона.

## Підсумкові турнірні таблиці
| #                 | Команда              | І  | В  | П  | Н  | ШЗ  | ШП  | Очки |
| ----------------- | -------------------- | -- | -- | -- | -- | --- | --- | ---- |
| Східний дивізіон  |                      |    |    |    |    |     |     |      |
| 1                 | Чикаго Блек Гокс     | 76 | 45 | 9  | 22 | 250 | 170 | 99   |
| 2                 | Бостон Брюїнс        | 76 | 40 | 19 | 17 | 277 | 216 | 99   |
| 3                 | Детройт Ред-Вінгс    | 76 | 40 | 15 | 21 | 246 | 199 | 95   |
| 4                 | Нью-Йорк Рейнджерс   | 76 | 38 | 16 | 22 | 246 | 189 | 92   |
| 5                 | Монреаль Канадієнс   | 76 | 38 | 16 | 22 | 244 | 201 | 92   |
| 6                 | Торонто Мейпл-Ліфс   | 76 | 29 | 13 | 34 | 222 | 242 | 71   |
| Західний дивізіон |                      |    |    |    |    |     |     |      |
| 1                 | Сент-Луїс Блюз       | 76 | 37 | 12 | 27 | 224 | 179 | 86   |
| 2                 | Піттсбург Пінгвінс   | 76 | 26 | 12 | 38 | 182 | 238 | 64   |
| 3                 | Міннесота Норз-Старс | 76 | 19 | 22 | 35 | 224 | 257 | 60   |
| 4                 | Окленд Сілс          | 76 | 22 | 14 | 40 | 169 | 243 | 58   |
| 5                 | Філадельфія Флайєрс  | 76 | 17 | 24 | 35 | 197 | 225 | 58   |
| 6                 | Лос-Анджелес Кінгс   | 76 | 14 | 10 | 52 | 168 | 290 | 38   |

## Матч усіх зірок НХЛ
23-й матч усіх зірок НХЛ пройшов 20 січня 1970 року в Сент-Луїсі: Захід — Схід 1:4 (1:2, 0:2, 0:0).

## Найкращі бомбардири
| Гравець         | Команда   | І  | Г  | П  | О   |
| --------------- | --------- | -- | -- | -- | --- |
| Боббі Орр       | Бостон    | 76 | 33 | 87 | 120 |
| Філ Еспозіто    | Бостон    | 76 | 43 | 56 | 99  |
| Стен Микита     | Чикаго    | 76 | 39 | 47 | 86  |
| Філ Гуйєтт      | Сент-Луїс | 72 | 29 | 49 | 78  |
| Волт Ткачук     | Нью-Йорк  | 76 | 27 | 50 | 77  |
| Жан Ратель      | Нью-Йорк  | 75 | 32 | 42 | 74  |
| Гордон Беренсон | Сент-Луїс | 67 | 33 | 39 | 72  |
| Жан-Поль Парізе | Міннесота | 74 | 24 | 48 | 72  |
| Горді Хоу       | Детройт   | 76 | 31 | 40 | 71  |
| Френк Маховлич  | Детройт   | 74 | 38 | 32 | 70  |

## Плей-оф

### Чвертьфінали
| - 8 квітня. Бостон - НЙ Рейнджерс 8:2 - 9 квітня. Бостон - НЙ Рейнджерс 5:3 - 11 квітня. НЙ Рейнджерс - Бостон 4:3 - 12 квітня. НЙ Рейнджерс - Бостон 4:2 - 14 квітня. Бостон - НЙ Рейнджерс 3:2 - 16 квітня. НЙ Рейнджерс - Бостон 1:4 Серія: Бостон - НЙ Рейнджерс 4-2 | - 8 квітня. Сент-Луїс - Міннесота 6:2 - 9 квітня. Сент-Луїс - Міннесота 2:1 - 11 квітня. Міннесота - Сент-Луїс 4:2 - 12 квітня. Міннесота - Сент-Луїс 4:0 - 14 квітня. Сент-Луїс - Міннесота 6:3 - 16 квітня. Міннесота - Сент-Луїс 2:4 Серія: Сент-Луїс - Міннесота 4-2 |
| - 8 квітня. Чикаго - Детройт 4:2 - 9 квітня. Чикаго - Детройт 4:2 - 11 квітня. Детройт - Чикаго 2:4 - 12 квітня. Детройт - Чикаго 2:4 Серія: Чикаго - Детройт 4-0 | - 8 квітня. Піттсбург - Окленд 2:1 - 9 квітня. Піттсбург - Окленд 3:1 - 11 квітня. Окленд - Піттсбург 2:5 - 12 квітня. Окленд - Піттсбург 2:3 ОТ Серія: Піттсбург - Окленд 4-0                                                                                           |

### Півфінали
| - 19 квітня. Чикаго - Бостон 3:6 - 21 квітня. Чикаго - Бостон 1:4 - 23 квітня. Бостон - Чикаго 5:2 - 26 квітня. Бостон - Чикаго 5:4 Серія: Чикаго - Бостон 0-4 | - 19 квітня. Сент-Луїс - Піттсбург 3:1 - 21 квітня. Сент-Луїс - Піттсбург 4:1 - 23 квітня. Піттсбург - Сент-Луїс 3:2 - 26 квітня. Піттсбург - Сент-Луїс 2:1 - 28 квітня. Сент-Луїс - Піттсбург 5:0 - 30 квітня. Піттсбург - Сент-Луїс 3:4 Серія: Сент-Луїс - Піттсбург 4-2 |

### Фінал
- 3 травня. Сент-Луїс - Бостон 1:6
- 5 травня. Сент-Луїс - Бостон 2:6
- 7 травня. Бостон - Сент-Луїс 4:1
- 10 травня. Бостон - Сент-Луїс 4:3 ОТ

Серія: Сент-Луїс - Бостон 0-4

## Призи та нагороди сезону
| Нагороди                 | Гравець               | Команда               |
| ------------------------ | --------------------- | --------------------- |
| Пам'ятний трофей Колдера | Тоні Еспозіто         | Чикаго Блек Гокс      |
| Трофей Арта Росса        | Боббі Орр             | Бостон Брюїнс         |
| Пам'ятний трофей Гарта   | Боббі Орр             | Бостон Брюїнс         |
| Трофей Конна Смайта      | Боббі Орр             | Бостон Брюїнс         |
| Приз Білла Мастертона    | Піт Мартен            | Чикаго Блек Гокс      |
| Приз Джеймса Норріса     | Боббі Орр             | Бостон Брюїнс         |
| Приз Леді Бінг           | Філ Гоєт              | Сент-Луїс Блюз        |
| Трофей Лестера Патріка   | Едді Шор та Джим Енді | Едді Шор та Джим Енді |
| Трофей Везини            | Тоні Еспозіто         | Чикаго Блек Гокс      |
| Нагорода Плюс-Мінус      | Боббі Орр             | Бостон Брюїнс         |

| Нагорода                  | Клуб             |
| ------------------------- | ---------------- |
| Приз Кларенса С. Кемпбела | Сент-Луїс Блюз   |
| Приз принца Уельського    | Чикаго Блек Гокс |
| Кубок Стенлі              | Бостон Брюїнс    |

## Команда всіх зірок
| Перша команда                   | Позиція              | Друга команда                     |
| ------------------------------- | -------------------- | --------------------------------- |
| Тоні Еспозіто, Чикаго Блек Гокс | Воротар              | Едді Джакомін, Нью-Йорк Рейнджерс |
| Боббі Орр, Бостон Брюїнс        | Захисник             | Карл Брюер, Детройт Ред-Вінгс     |
| Бред Парк, Нью-Йорк Рейнджерс   | Захисник             | Жак Лапер'єр, Монреаль Канадієнс  |
| Філ Еспозіто, Бостон Брюїнс     | Центральний нападник | Стен Микита, Чикаго Блек Гокс     |
| Горді Хоу, Детройт Ред-Вінгс    | Правий нападник      | Джон Маккензі, Бостон Брюїнс      |
| Боббі Галл, Чикаго Блек Гокс    | Лівий нападник       | Френк Маховлич, Детройт Ред-Вінгс |